# Bad Kösen
Bad Kösen wymowaⓘ − dzielnica uzdrowiskowa miasta Naumburg (Saale) w Niemczech, w kraju związkowym Saksonia-Anhalt w powiecie Burgenland. Do 31 grudnia 2009 było to samodzielne miasto. Centrum niewielkiego regionu winiarskiego Saale-Unstrut.
W miejscowości znajdują się tężnie solanek.

## Geografia
Bad Kösen leży w zachodniej części Naumburg (Saale). Przez dzielnicę przebiega droga krajowa B87.

## Zobacz też

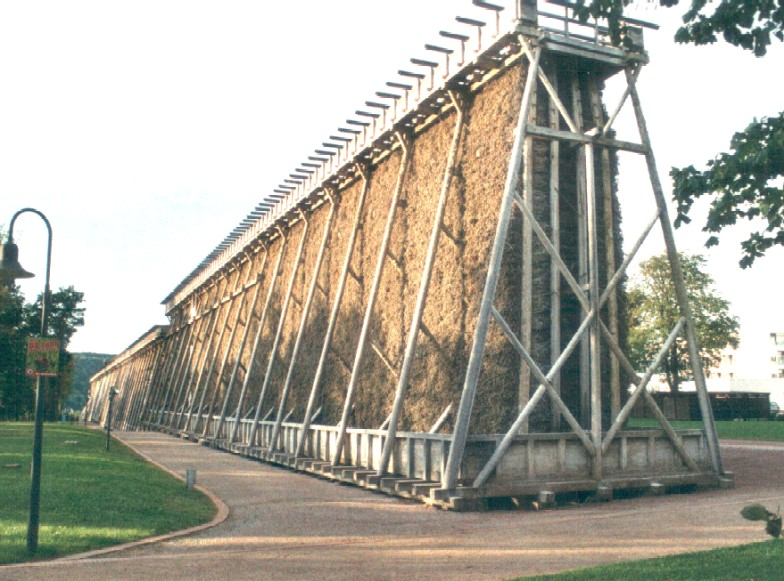
Tężnia w Bad Kösen

## Współpraca
Miejscowość partnerska:
- Nidda, Hesja